# サイド・バイ・サイド フィルムからデジタルシネマへ
『サイド・バイ・サイド フィルムからデジタルシネマへ』（Side by Side）は、クリス・ケニーリー監督、キアヌ・リーブス製作による2012年のアメリカ合衆国のドキュメンタリー映画である。2012年2月に第62回ベルリン国際映画祭でプレミア上映された。

## 内容
デジタル化が進み、フィルムが消えつつある昨今の映画界の変遷を、映画監督たちやスタッフへのインタビューと該当作品の一部場面、撮影風景を交えて伝える。

## キャスト
- キアヌ・リーブス、俳優
- ジョン・マルコヴィッチ、俳優
- ジョージ・ルーカス、映画監督・プロデューサー
- ジェームズ・キャメロン、映画監督
- デヴィッド・フィンチャー、映画監督
- デヴィッド・リンチ、映画監督
- ロバート・ロドリゲス、映画監督
- マーティン・スコセッシ、映画監督
- スティーヴン・ソダーバーグ、映画監督
- ウォシャウスキー姉弟、映画監督
- クリストファー・ノーラン、映画監督
- リチャード・リンクレイター、映画監督
- ジョエル・シュマッカー、映画監督
- レナ・ダナム、映画監督・女優
- グレタ・ガーウィグ、女優
- キャロライン・カプラン（英語版）、プロデューサー
- ロレンツォ・ディ・ボナヴェンチュラ、プロデューサー
- ジョン・ノール、インダストリアル・ライト&マジックの視覚効果監修者
- デニス・ミューレン、視覚効果アーティスト
- ブラッドフォード・ヤング、撮影監督
- クレイグ・ウッド、編集技師
- デレク・アムブロシ、編集技師
- ディオン・ビーブ、A.C.S.
- ヨスト・ヴァカーノ、A.C.S.